# Пасифлора блакитна
Пасифлора блакитна (Passiflora caerulea) — вид квіткових рослин родини пасифлорові (Passifloraceae). За часів єзуїтів в будові квітки пасифлори бачили знаряддя тортур, яким піддавався Ісус Христос, і, розцінюючи цей факт як знамення природи, назвали квітку пасифлора, що означає «Квітка Страстей Господніх».

## Поширення
Її батьківщина — передгірні райони Анд на півдні Аргентини, Бразилія, Парагвай і Уругвай.

## Опис
Ця вічнозелена повзуча здерев'яніла ліана, що досягає 9 метрів завдовжки, має тонкі пагони з довгими міжвузлями і черешковими черговими листками. З вузлів разом із листям ростуть довгі вуса, скручені в тугі спіральки. Саме завдяки цим вусам рослина прикріплюється до вертикальної або похилої опори і піднімається вгору.
Однією з характерних особливостей пасифлори блакитної є форма листової пластини: округла, діаметром до 15 см, глибоко пальчасторозсічена на 5 — 7 лопатей. Верхня сторона пластини глянцева, темно-зелена, нижня має матову злегка шорстку поверхню.

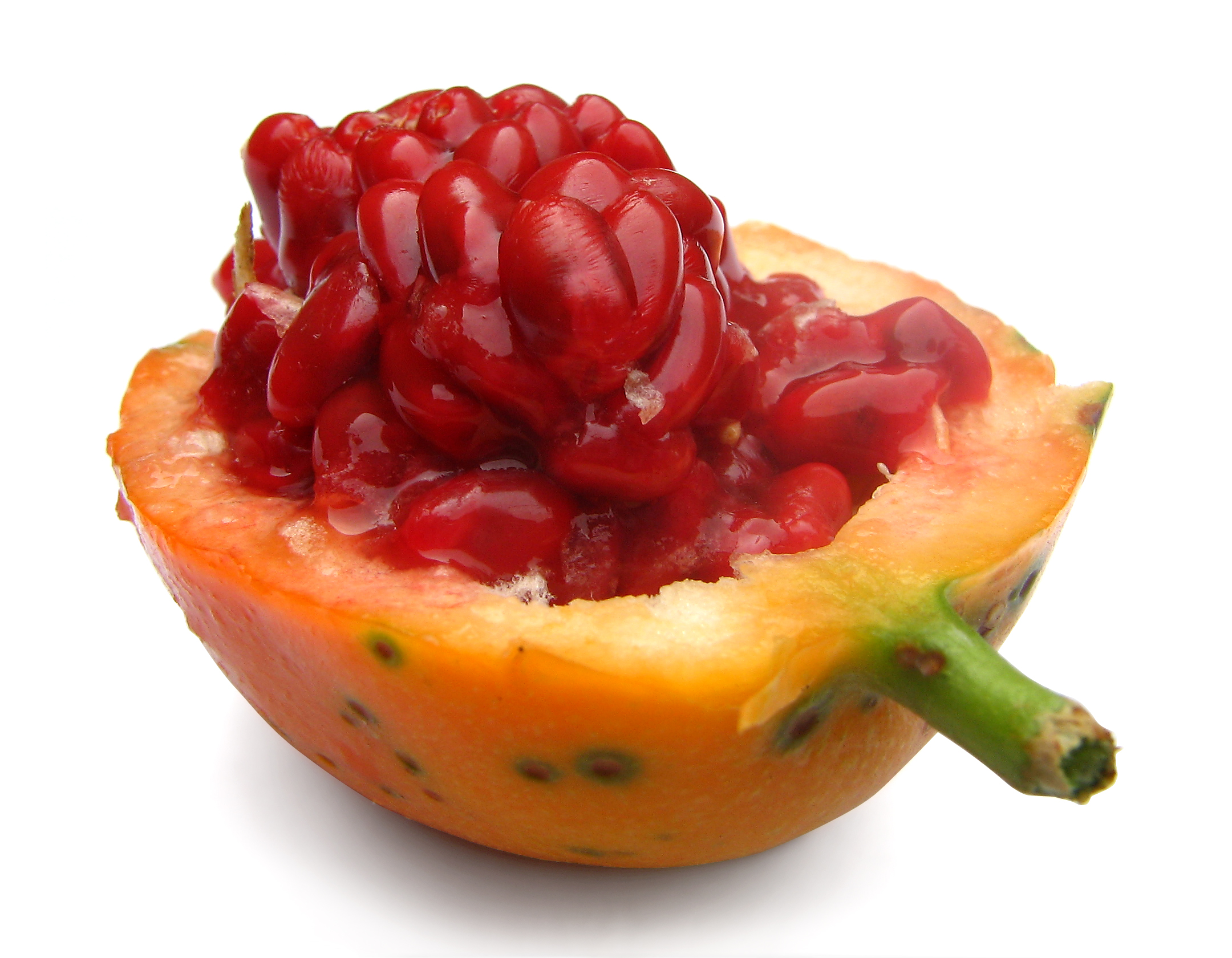
розрізаний фрукт пасифлори

У весняно-літній період у цього виду настає пора цвітіння, яка зазвичай триває 4 місяці. Поодинокі великі ароматні квітки, діаметром близько 10 см, з'являються в пазухах листків і тримаються на невеликих квітконосах приблизно добу, потім опадають, а їм на зміну розкриваються нові. На п'яти біло-блакитних широких чашолистках, розкритих у формі зірки, накладаються в протифазі 5 таких же пелюсток. На них лежить своєрідна густа «корона» з тонких триколірних ниток: бордових біля самої основи, потім білих і темно-блакитних на решті 2/3 довжини. Вище неї, розкинувшись у формі п'ятипроменевої зірки, розташовані 5 великих жовтих тичинок. Всю «конструкцію» завершує бордова маточка.
Після цвітіння, восени — взимку, формуються великі, з куряче яйце, жовтогарячі плоди, товста шкірка яких приховує безліч насінин, оточених водянистою червоною м'якоттю. Ці плоди хоч і їстівні, але несмачні.
За весь період культивування пасифлори блакитної селекціонерами виведені різноманітні сорти цієї ліани, які відрізняються забарвленням і формою квіток, а також їхніми розмірами. Наприклад, Constance Eliott має суто білі квіти, у Regnellii дуже довга і густа «корона», а сорт Grandiflora володіє великими, діаметром до 20 см, квітками.